# 皮奥伊州坎波拉尔古
皮奥伊州坎波拉尔古（葡萄牙語：Campo Largo do Piauí）是巴西皮奥伊州的一个市镇。总面积477.915平方公里，总人口6411人，人口密度13.4人/平方公里。